# Bobby Schagen
Bobby Schagen (Ámsterdam, 13 de enero de 1990) es un jugador de balonmano neerlandés que juega de extremo derecho en el TBV Lemgo. Es internacional con la selección de balonmano de los Países Bajos.
Su primer gran campeonato con la selección fue el Campeonato Europeo de Balonmano Masculino de 2020.

## Palmarés

### TBV Lemgo
- Copa de Alemania de balonmano (1): 2020

## Clubes
| Club                     | País         | Año         |
| ------------------------ | ------------ | ----------- |
| HV KRAS/Volendam         | Países Bajos | 2006 - 2009 |
| Dormaneger HC            | Alemania     | 2009 - 2010 |
| HSG Nordhorn-Lingen      | Alemania     | 2010 - 2015 |
| TuS Nettelstedt-Lübbecke | Alemania     | 2015 - 2016 |
| TVB Stuttgart 1898       | Alemania     | 2017 - 2019 |
| TBV Lemgo                | Alemania     | 2019 - Act. |